# Fattore g (psicometria)
Il fattore g (in inglese: g factor, abbreviazione di "general factor", fattore generale) è un costrutto teorico relativo allo studio dell'intelligenza umana consistente in una generale capacità di risolvere problemi, concreti o astratti, di varia natura.
L'esistenza del fattore g fu proposta inizialmente nel 1904 dallo psicologo e statistico britannico Charles Spearman in un suo lavoro sull'analisi fattoriale in psicometria. Osservando che la matrice dei coefficienti di correlazione di una serie di test tende a disporsi secondo elementi proporzionali per righe e per colonne (ordine gerarchico), Spearman suggeriva che alla base della correlazione ci fosse un singolo fattore generale, che chiamò g, comune a tutti i test. Oltre a g, sarebbero poi presenti dei fattori specifici diversi per ciascun test.